# Belgisches Tor

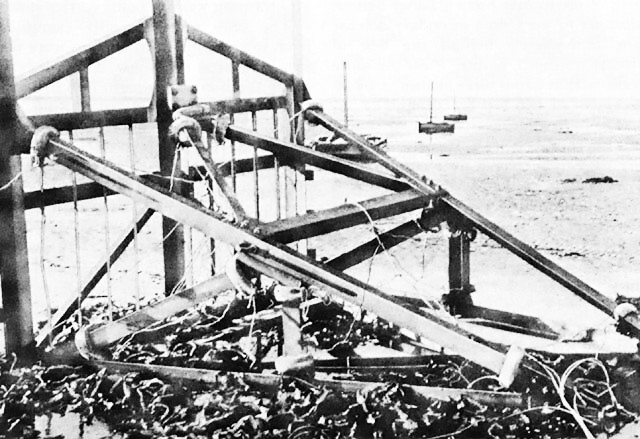
Ein Belgisches Tor

Belgische Tore

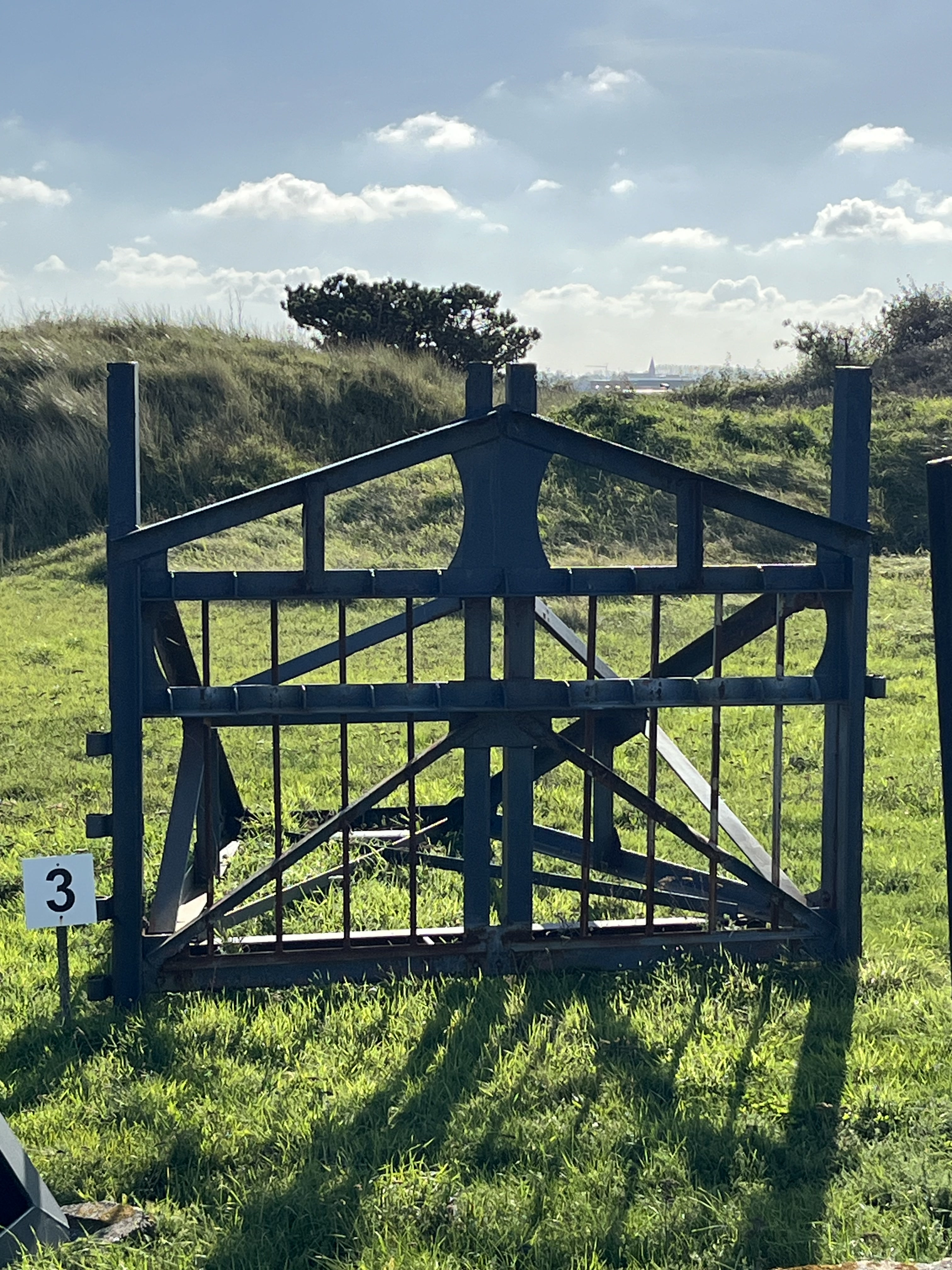
Belgisches Tor im Museum Atlantikwall Raversyde

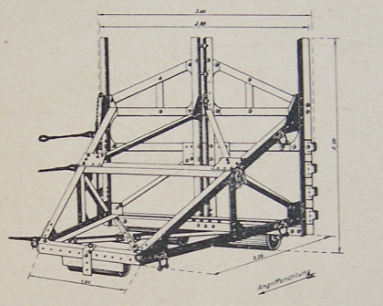
Bild aus deutscher Dienstvorschrift

Das Belgische Tor (auch Cointet Barrier nach dem Erfinder, C-Element bei der Wehrmacht und umgangssprachlich De Ijzeren Muur, die eiserne Mauer) war ein modular aufgebauter, auf Rollen beweglicher und kettenähnlich flexibler schwerer Stahlzaun, der als Panzersperre gegen die deutsche Invasion diente. Meist waren die Elemente rund drei Meter breit, zwei Meter hoch und auf Vollmetallrädern befestigt. Durch Pferde, Lastwagen, auf kurze Strecke auch durch Handkraft konnten die Tore bewegt und zur Sperre positioniert werden.
Das Sperrenelement war einer der Hauptbestandteile der belgischen K-W-Linie, einer Panzerverteidigungslinie ähnlich dem deutschen Westwall. Das belgische Verteidigungsministerium ließ von September 1939 bis Mai 1940 die KW-Linie errichten, um die Verteidigungschancen gegen einen Angriff der Wehrmacht bzw. des Deutschen Reiches zu verbessern. Insgesamt wurden 77.000 Tore ge- und verbaut, die von 28 belgischen Unternehmen produziert und zwischen Koningshooikt am Albertkanal bei Lier und Wavre aufgestellt wurden. Hier sollten sie einen deutschen Vorstoß in das Herz Belgiens verhindern.
Der Einsatz der einzelnen, namensgebenden torähnlichen Elemente erfolgte zusammengehängt nebeneinander, in einer Zick-Zack-Linie, mit Stahlkabeln, Scharnieren und Schlössern verbunden, seitlich an Betonsäulen befestigt, die zum Teil heute noch neben Straßen zu sehen sind. Alle Elemente einer Sperre zusammengefügt bildeten eine Art eiserne Mauer, die von Panzern nicht überrollt oder umgeworfen werden konnte und zugleich flexibel nachgab, bei Bedarf zudem an jeder Stelle geöffnet werden konnte. Auch der Einsatz als panzerfestes Tor einer größeren Sperre war möglich.
Im Mai 1940, während eines groß angelegten Angriffs (siehe Überfall auf die Niederlande, Belgien und Luxemburg) wurden sie allerdings von der 3. und 4. Panzer-Division der Wehrmacht mühelos durchbrochen, da ihre Zahl zu gering und ihre Verteidigung zu schwach war. Nach dem Sieg der Deutschen (belgische Kapitulation am 28. Mai 1940) wurden die belgischen Tore von der Wehrmacht auf Belgien, Frankreich und die benachbarten Länder verteilt und erneut aufgestellt, vor allem an Straßen, Brücken und Stränden. Die Orte waren strategisch oft günstig ausgewählt, sodass die Alliierten im Jahr 1944 bei deren Landung teilweise große Schwierigkeiten mit der Überwindung hatten.
Die heute bekannten Bilder belgischer Tore als Strandhindernisse gegen Landungsboote stammen aus dieser Zeit. Die Aufstellung erfolgte hier entgegen dem ursprünglichen Einbau einzeln z. T. direkt auf dem Strand, eine Verminung der Elemente oder ihrer Zwischenräume war zumindest vorgesehen. In der Normandie konnten sie allerdings den Ansturm der Landungsboote nicht verhindern, denn die Hindernisse waren vorher ausgekundschaftet worden und die Tide entsprechend gewählt. Die Elemente lagen gut sichtbar über Wasser und konnten von den Booten umfahren werden. Der Stahl dieser und anderer Strandhindernisse wurde kurz darauf vielfach verwendet, um Heckenschneidmesser (Hedge-Cutter) für alliierte Panzer in der Normandie zusammenzuschweißen. Ob diese improvisierte Erfindung den alliierten Vormarsch in der Normandie nennenswert beschleunigte, ist unter Historikern umstritten.